# Supercopa Gibralteña 2005
La Supercopa Gibralteña del 2005 fue una competición que se disputó a partido único en el Estadio Victoria el 1 de octubre del 2005. Se enfrentaron el campeón de la Gibraltar Football League 2004/05 y de la Rock Cup 2004/05, el Glacis United fue campeón al ganarle en penales al Lincoln.
|               | - |                     |
| Lincoln 1 (?) | - | Glacis United 1 (?) |
| ------------- | - | ------------------- |

|                         |
| Campeón                 |
| Glacis United 2º título |